# Ritratto di giovane donna (Tiziano Napoli)
Il Ritratto di giovane donna è un dipinto olio su tela (84,5×73 cm) di Tiziano Vecellio eseguito nel 1545-1546 circa e conservato presso il Museo nazionale di Capodimonte a Napoli.

## Storia
Il dipinto, databile al 1545-1546, in occasione del soggiorno romano di Tiziano al servizio dei Farnese, è citato per la prima volta nella metà del Seicento presso palazzo Farnese di Roma, quale «bellissimo ritratto di dama veneziana giovanetta, di mano di Tiziano».
Successivamente la tela compare tra le 103 opere che nel 1662 dalla capitale pontificia furono trasferite a Parma, dapprima nel palazzo del Giardino (1680) e poi ricollocata assieme ad altre trecento tele circa nella Galleria di palazzo della Pilotta. L'opera compare, assieme al Ritratto di Paolo III, nella Descrizione dei cento capolavori del museo del 1725, fin poi a confluire assieme a gran parte della collezione Farnese nelle eredità di Carlo di Borbone, che la condusse con sé a Napoli nel 1734. Risulta nei cataloghi del Museo di Capodimonte fino al 1799, allorquando col decennio murattiano viene spostata assieme ad altre tele nel palazzo dei Regi Studi (attuale Museo archeologico nazionale).
Durante la seconda guerra mondiale il ritratto ebbe medesima sorte della Danae dello stesso Tiziano (anch'essa a Capodimonte), ossia fu tra le opere trafugate dalle truppe naziste che la prelevarono dai depositi dell'abbazia di Montecassino, dov'erano messe in sicurezza. Nel 1947 il dipinto venne poi rinvenuto nella cava di Altaussée in Austria e restituito allo Stato italiano.
Nel corso del 1960 la tela fu interessata da un importante lavoro di restauro che ha ripristinato l'originale materia cromatica.

## Descrizione e stile
Particolarmente apprezzata dagli scrittori e storici del passato, come il marchese de Sade o Tommaso Puccini, il dipinto è stato da sempre oggetto di controversia circa l'identificazione del soggetto ritratto.
Secondo parte della critica la donna è identificabile con la figlia di Tiziano, Lavinia Vecellio, sulla base di un presunto ritratto alla medesima (Ritratto di signora in abito bianco, datato 1561 circa) oggi alla Gemäldegalerie Alte Meister di Dresda. Altre ipotesi vogliono che la donna sia una donna della corte romana dei Farnese, o la figlia del cardinale Alessandro il Giovane, Clelia, mentre secondo ancora un'altra tesi, supportata parzialmente anche da documenti d'archivio, nello specifico da una lettera del 1544 che il nunzio papale a Venezia, Giovanni Della Casa, invia a Alessandro Farnese, la donna sarebbe tal Angela, cortigiana e amante del cardinale medesimo, nonché musa ispiratrice della figura della Danae, anch'essa a Capodimonte.
La donna, rappresentata con amimia facciale, a mezzo busto voltato di tre quarti, indossa un abito aristocratico adorno di ricami e rifiniture «con le maniche e gli spalazzi fioccanti di bianco», mentre nella mano destra tiene una perla legata al collo da un filo d'oro.

## Galleria d'immagini

Tiziano, Ritratto di signora in abito bianco (1561 circa), Gemäldegalerie Alte Meister (Dresda)